# Пела (дем)
Вижте пояснителната страница за други значения на Пела.
Пела (на гръцки: Δήμος Πέλλας, Димос Пелас) е дем в област Централна Македония на Република Гърция. Център на дема е град Енидже Вардар (Яница). Демът е кръстен на град Пела, историческата столица на Древна Македония, разположен край село Постол (Пела).

## Селища
Дем Пела е създаден на 1 януари 2011 година след обединение на пет стари административни единици – демите Александър Велики (Мегас Александрос), Енидже Вардар (Яница), Кирос, Пласничево (Крия Вриси), Постол (Пела) по закона Каликратис. Състои се от пет демови секции - бившите деми.

### Демова единица Александър Велики
Според преброяването от 2001 година дем Александър Велики (Δήμος Μεγάλου Αλεξάνδρου) с център в Кадиино (Галатадес) има 8140 жители и в него влизат следните селища:
- Демова секция секция Кадиново

- село Кадиново (или Кадиино, Γαλατάδες, Галатадес)

- Демова секция Кариотица

- село Кариотица (Карайотица, Καρυώτισσα, Кариотиса)

- Демова секция Липариново

- село Липариново (Λιπαρό, Липаро)

- Демова секция Лозаново

- село Лозаново (Παλαίφυτο, Палефито)

- Демова секция Сарбегово

- село Сарбегово (Δροσερό, Дросеро)

- Демова секция Свети Георги

- село Свети Георги (или Дорт Армутлар, Άγιος Γεώργιος, Агиос Георгиос)

- Демова секция Трифулчево

- село Трифулчево (Τριφύλλι, Трифили)
- село Гюпчево (Γυψοχώρι, Гипсохори)

### Демова единица Енидже Вардар
Според преброяването от 2001 година дем Енидже Вардар (Δήμος Γιαννιτσών) има 31 442 жители и в него влизат следните селища:
- Демова секция Енидже Вардар

- град Енидже Вардар (Γιαννιτσά, Яница)
- село Аларе (Αρχοντικό, Архондико)
- село Дамян (Δαμιανό, Дамяно)
- село Елевтерохори (Ελευθεροχώρι)
- село Киркалово (Παραλίμνη, Паралимни)
- село Литовой (Λεπτοκαρυά, Лептокария)
- село Пилорик (Πενταπλάτανος, Пендаплатано)
- село Радомир (Ασβεσταριά, Асвестария)
- село Чаушлиево (Μεσιανό, Месиано)

- Демова секция Балъджа

- село Балъджа (Μελίσσι, Мелиси)

- Демова секция Крушари

- село Крушари (на гръцки Αμπελείες, Амбелиес)

### Демова единица Кирос
Според преброяването от 2001 година дем Кирос (Δήμος Κύρρου) с център в Ново Въдрища (Неос Милотопос) има 7645 жители и в него влизат следните селища:
- Демова секция Неос Милотопос

- село Ново Въдрища (Νέος Μυλότοπος, Неос Милотопос)
- село Корнишор (Κρώμνη, Кромни)

- Демова секция Бабяни

- село Бабяни (Λάκκα, Лака)

- Демова секция Вехти Пазар

- село Вехти Пазар (още Ескидже, Ποντοχώρι, Пондохори)
- село Нови Вехти Пазар (Αξός, Аксос)

- Демова секция Въдрища

- село Въдрища (Παλαιός Μυλότοπος, Палеос Милотопос)

- Демова секция Къшлар

- село Къшлар (Αχλαδοχώρι, Ахладохори)

- Демова секция Обор

- село Обор (Αραβησσός, Арависос)

- Демова секция Спирлитово

- село Спирлитово (Πλαγιάρι, Плаяри)

### Демова единица Пласничево
Според преброяването от 2001 година дем Пласничево (Δήμος Κρύας Βρύσης) с център в Пласничево има 10 975 жители и в него влизат следните селища:
- Демова секция Пласничево

- град Пласничево (Κρύα Βρύση, Крия Вриси)

- Демова секция Врежот

- село Врежот (Άγιος Λουκάς, Агиос Лукас)

- Демова секция Голо село

- село Голо село (Ακρολίμνη, Акролимни)

- Демова секция Горно Власи

- село Горно Власи (Εσώβαλτα, Есовалта)
- село Чечигъз (Σταυροδρόμι, Ставродроми)

На територията на демовата единица е и заличеното село Плугар, на гръцки Лудиас (Λουδίας).

### Демова единица Постол
Дем Постол (Δήμος Πέλλας) е разположен в източната част на нома и освен центъра Постол (Пела) обхваща 6 села в северозападната част на Солунското поле.
От 28 юни 1918 година Постол под името Агии Апостоли е община, в която влизат и селата Грубевци, Рамел и Ливадица. В 1922 година те са отделени от Постолската община и са присъединени към община Бозец. На 2 март 1926 година Постол е прекръстено на Палеа Пела, а в 1975 година – на Пела. Поради исторически съображения общината е превърната в дем в 1989 година с президентски указ 592/21-12-1989. С плана Каподистрия демът е разширен до съвременните си размери.
Според преброяването от 2001 година дем Постол има 7295 жители и в него влизат следните селища:
- Демова секция Постол

- град Постол (Πέλλα, Пела)

- Демова секция Бозец

- село Бозец (Άθυρα, Атира)

- Демова секция Грубевци

- село Грубевци (Αγροσυκία, Агросикия)

- Демова секция Кониково

- село Кониково (Δυτικό, Дитико)

- Демова секция Неа Пела

- село Неа Пела (Νέα Πέλλα)

- Демова секция Рамел

- село Рамел (Ραχώνα, Рахона)
- село Ливадица (Λιβαδίτσα)

На територията на демовата единица е и заличеното село Тагармишево (Тагармиш), на гръцки Идромили (Υδρόμυλοι).